# Марк Фрост
Марк Фрост (на английски: Mark Frost) е американски сценарист, режисьор, продуцент и писател на бестселъри в жанра трилър и фентъзи. Писал е и под псевдонима Ерик Боуман (на английски: Eric Bowman).

## Биография и творчество
Марк Фрост е роден на 25 ноември 1953 г. в Бруклин, Ню Йорк, САЩ. Син е на актьора Уорън Фрост. Има сестра – Линдзи Фрост, актриса, и брат – Скот Фрост, писател. Израства в Лос Анджелис. Започва да пише още на 10 години. Когато семейството му се премества в Минеаполис той учи в гимназията и работи в театър „Гътри“. Учи актьорско майсторство, режисура и драматургия в Университета „Карнеги Мелон“ в Питсбърг.
След дипломирането си се връща в Лос Анджелис и започва кариерата си в телевизията с история за сериала „The Man Six Million Dollar“. От 1982 до 1985 г. участва в създаването на сериала на „Хил Стрийт Блус“, спечелил награда на Гилдията на сценаристите. През 1986 г. започва да си сътрудничи с режисьора Дейвид Линч за създаването на култовия телевизионен сериал „Туин Пийкс“ и филма „Туин Пийкс: Огън, следвай ме“. През 1992 г. е сценарист и режисьор на филма „Storyville“ с участието на Джеймс Спейдър.
През 1990 г. Марк Фрост издава, в съавторство с Дженифър Линч, първия си роман „Тайният дневник на Лора Палмър“, който е романизация на сериала „Туин Пийкс“. През 1993 г. излиза първия му трилър „Списъкът на седемте“ от поредицата „Артър Конан Дойл“. Той става национален и международен бестселър заедно в продължението си от 1995 г. „Шестимата месии“.
В периода 2002 – 2007 г. е публикувана трилогията му за историята на голфа в Америка. Самият той е запален голфър. Първата книга е екранизирана в едноименния филм, а третата книга се превръща в една от най-продаваните книги за голфа за всички времена.
В периода 2005 – 2007 г. е съавтор на филмите за героите на „Марвел Комикс“ Фантастичната четворка, които се превръщат в блокбъстери.
От 2012 г. започва издаването на фентъзи поредицата „Паладинското пророчество“.
Марк Фрост живее със семейството си в Лос Анджелис.

## Произведения

### Самостоятелни романи
- The Secret Diary of Laura Palmer (1990) – с Дженифър Линч, романизация на сериала „Туин Пийкс“
Тайният дневник на Лора Палмър, изд.: Зодиак-ВН, София (1992), прев. Огняна Иванова
- Before I Wake (1997) – под псевдонима Ерик Боуман
- The Second Objective (2007)

### Серия „Артър Конан Дойл“ (Arthur Conan Doyle)
1. The List of Seven (1993)
Списъкът на седемте, изд.: ИК „Бард“, София (1995), прев. Иван Златарски
2. The Six Messiahs (1995)
Шестимата месии, изд.: ИК „Бард“, София (1996), прев. Иван Златарски

### Серия „Паладинското пророчество“ (Paladin Prophecy)
1. The Paladin Prophecy (2012)
2. Alliance (2013)
3. Apocalypse (2015)

### Серия „Туин Пийкс“ (Twin Peaks)
1. The Secret History of Twin Peaks (2015)
Тайната история на Туин Пийкс, изд.: ИК „Бард“, София (2017), прев. Венцислав Божилов
2. The Final Dossier (2017)

### Документалистика
- The Greatest Game Ever Played: Vardon, Ouimet and the Birth of Modern Golf (2002)
- The Grand Slam: Bobby Jones, America and the Story of Golf (2004)
- The Match (2007)
- Game Six: Cincinnati, Boston, and the 1975 World Series (2009)

### Филмография
- 1975 The Six Million Dollar Man – ТВ сериал, 1 епизод
- 1982 Gavilan – ТВ сериал, (writer – 1 episode)
- 1983 – 1985 Hill Street Blues – ТВ сериал,
- 1986 The Equalizer – ТВ сериал, 2 епизода
- 1987 Scared Stiff – сценарий
- 1987 The Believers – сценарий, продуцент
- 1990 American Chronicles – документален ТВ сериал, продуцент
- 1991 Туин Пийкс, Twin Peaks – ТВ сериал, съсценарист, продуцент, актьор в 1 епизод катоТВ репортер
- 1992 On the Air – ТВ сериал, история 2 епизода, продуцент
- 1992 Туин Пийкс: Огън, следвай ме, Twin Peaks: Fire Walk with Me – съсценарист, продуцент
- 1992 Storyville – сценарий
- 1998 Buddy Faro – ТВ сериал, история 12 епизода, продуцент
- 1998 The Repair Shop – история
- 1999 Forbidden Island – ТВ сериал, 1 епизод
- 2000 The Deadly Look of Love – ТВ филм, история
- 2001 All Souls – ТВ сериал, история 1 епизод, продуцент
- 2005 Фантастичната четворка, Fantastic Four – филм, история
- 2005 Най-великата игра, The Greatest Game Ever Played – по „The Greatest Game Ever Played: Harry Vardon, Francis Ouimet, and the Birth of Modern Golf“), сценарий, продуцент
- 2007 Фантастичната четворка и Сребърният сърфист, Fantastic Four: Rise of the Silver Surfer – история и сценарий